# Dracula AD 1972
Dracula AD 1972 este un film britanic din 1972 regizat de Alan Gibson, cu actorii Christopher Lee (ca Dracula), Peter Cushing (ca Lorrimer Van Helsing / Lawrence Van Helsing) și Stephanie Beacham (ca Jessica Van Helsing) în rolurile principale. Este bazat pe romanul Dracula de Bram Stoker. 

## Distribuție
- Christopher Lee - Count Dracula
- Peter Cushing - Lorrimer Van Helsing / Lawrence Van Helsing
- Stephanie Beacham - Jessica Van Helsing
- Christopher Neame - Johnny Alucard / adept al lui Dracula (1872)
- Marsha Hunt - Gaynor Keating
- Caroline Munro - Laura Bellows
- Janet Key - Anna Bryant
- Michael Kitchen - Greg
- Lally Bowers - Matron Party Hostess
- Flanagan - Go Go Dancer (nem.)
- Stoneground - Themselves
- Michael Coles - Inspector Murray
- William Ellis - Joe Mitcham
- Philip Miller - Bob
- David Andrews - Detective Sergeant
- Constance Luttrell - Mrs. Donnelly
- Michael Daly - Charles
- Artro Morris - Police Surgeon
- Jo Richardson - Crying Matron
- Brian John Smith - Hippy Boy
- Penny Brahms - Hippy Girl